# تغذية رياضية

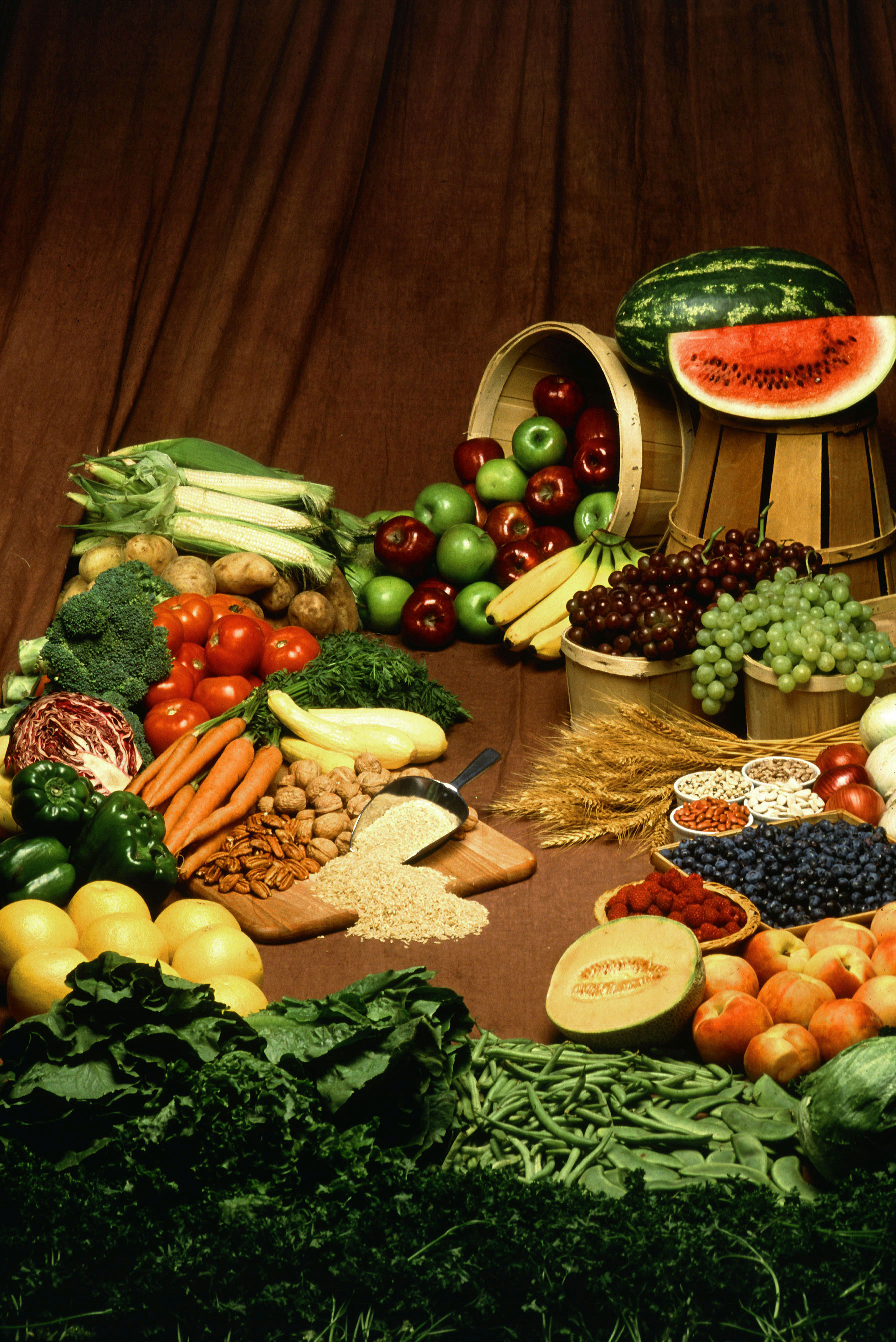

التغذية الرياضية هي دراسة وممارسة التغذية والنظام الغذائي فيما يتعلق بتحسين الأداء الرياضي لأي شخص، وتعد التغذية جزءاً مهماً من العديد من أنظمة التدريب الرياضي، حيث يتناولها الرياضي في الرياضات القوية (مثل رفع الأثقال وكمال الأجسام) ورياضات التحمل (مثل ركوب الدراجات والجري والسباحة والتجديف)، وتركز التغذية الرياضية في دراساتها على النوع وكذلك على كمية السوائل والأطعمة التي يتناولها الرياضي.

## ملاحق الطاقة
يتوجه الرياضيون أحيانًا إلى ملاحق الطاقة لزيادة قدرتهم على ممارسة التمارين الرياضية في كثير من الأحيان. تشمل الإضافات الشائعة لزيادة طاقة الرياضي ما يلي: الكافيين، الغوارانا، فيتامين ب 12، الجينسنغ الآسيوي. يمكن العثور على الكافيين، وهو مكمل طاقة شائع، في العديد من الأشكال المختلفة مثل الحبوب أو الأقراص أو الكبسولات، ويمكن أيضًا العثور عليه في الأطعمة الشائعة، مثل القهوة والشاي. يستخدم الكافيين لتحسين الطاقة وزيادة الأيض. غوارانا هو مكمل آخر يأخذ الرياضيون لتعزيز قدراتهم الرياضية، وكثيرا ما يستخدم لفقدان الوزن وكمكمل للطاقة.
تشير دراسة عام 2009 من جامعة تكساس إلى أن مشروبات الطاقة التي تحتوي على مادة الكافيين تقلل من الأداء الرياضي. ووجد الباحثون أنه بعد شرب مشروب الطاقة، قام 83٪ من المشاركين بتحسين معايير النشاط البدني لديهم بمتوسط قدره 4.7٪. ويعزى ذلك إلى تأثيرات الكافيين والسكروز وفيتامين ب في الشراب - إلا أن الإجماع العلمي لا يدعم فعالية استخدام فيتامين ب كمعزز للأداء. لشرح تحسين الأداء، أبلغ الكتاب عن زيادة في مستويات الدم من الإبينفرين والنورادرينالين وبيتا Endorphin. عداء مستقبلات الأدينوزين من حسابات الكافيين لأول اثنين،[محل شك] في حين أن هذا الأخير يتم حسابه من خلال التأثيرات العصبية الحيوية من ممارسة الرياضة البدنية.
كان الكافيين موجودًا منذ عام 1900 وأصبح مستخدمًا بشكل شائع في السبعينيات عندما أصبحت قوتها الملهِمة ملزمة للغاية. وبالمثل، فإن الكافيين الموجود في مشروبات الطاقة والقهوة يُظهر زيادة في أداء التفاعل ومشاعر الطاقة والتركيز واليقظة في اختبارات القوة والقدرة على التحمل اللاهوائي. وبعبارة أخرى، فإن استهلاك مشروب الطاقة أو أي شراب مع الكافيين يزيد من الوقت القصير / أداء التمرين السريع (مثل السرعة القصيرة السريعة ورفع ثقل الطاقة الثقيل). الكافيين يشبه كيميائياً الأدينوزين، وهو نوع من السكر يساعد في تنظيم عمليات الجسم الهامة، بما في ذلك إطلاق النواقل العصبية. يأخذ الكافيين محل الأدينوزين في دماغك، ويربط نفسه بنفس المستقبلات العصبية المتأثرة بالأدينوزين، ويتسبب في إطلاق العصبونات بسرعة أكبر، وبالتالي التأثيرات التحفيزية للكافيين.
للتغذية دور رئيسي في تحسين الأداء الرياضي سواءً في المنافسات الرياضية كالمباريات أو الرياضة الهوائية أو رياضة بناء الأجسام، وهي تعتمد على العناصر الغذائية الأساسية وهي الكربوهيدرات والبروتينات والدهون والماء والفيتامينات والأملاح المعدنية، لكل من هذه العناصر دور في تحسين الأداء الرياضي، كما أن النظام الغذائي يختلف باختلاف نوع الرياضة التي يمارسها الشخص، على سبيل المثال: عند الرغبة في نزول الوزن يجب أن يقلل الشخص من سعراته الحرارية اليومية مع ضرورة الالتزام بتناول الطعام من كافة المجموعات الغذائية بكميات محسوبة وعند الرغبة في زيادة الوزن أو بناء العضلات يجب زيادة عدد السعرات الحرارية اليومية الاَتية من مصادر الغذاء الأساسية.

## التخصص الأكاديمي
التخصص الأكاديمي للتغذية الرياضية هي أحد افرع تخصص علوم الصحة الرياضية من كليات التربية البدنية وعلوم الرياضة هو مجال دراسة يركز على تطبيق مبادئ التغذية الصحية والعلوم الرياضية على الرياضة والأداء البدني، ويهدف هذا التخصص إلى تزويد الطلاب بالمعرفة اللازمة لفهم أهمية التغذية الصحية في تعزيز الأداء الرياضي واللياقة البدنية ويتضمن البرنامج دراسة المفاهيم الأساسية للتغذية الصحية وتطبيقها في نمط الحياة الرياضية، وتتضمن مقررات الدراسة في هذا التخصص عدة مواضيع مثل علوم الغذاء، الهضم والامتصاص، الجداول الغذائية والتخطيط، استهلاك السعرات الحرارية والنقاط الغدائية، الفيتامينات والمعادن، الهرم الغذائي، التغذية وأمراض القلب والسكري، ويعتبر هذا التخصص مهمًا للأشخاص المهتمين بمساعدة الرياضيين والرياضيات في تحقيق أهدافهم الرياضية وزيادة أدائهم، ويمكن لأخصائي الإصابات والتأهيل وحاملي بكالوريوس علوم الصحة الرياضية العمل كأخصائيين للتغذية الرياضية والاستشاريين الغذائيين في الأندية الرياضية والفرق والمراكز الرياضية والأندية الصحية.

## العوامل المؤثرة على المتطلبات الغذائية
تشير الظروف والأهداف المختلفة إلى ضرورة أن يضمن الرياضيون أن نهجهم الرياضي مناسب لحالتهم. العوامل التي قد تؤثر على الاحتياجات الغذائية للرياضي وتشمل نوع النشاط (الهوائية مقابل اللاهوائية) ، والجنس، والوزن، والطول، ومؤشر كتلة الجسم، وممارسة الرياضة أو مرحلة النشاط (ما قبل التمرين، التمرين التمهيدي، الانتعاش) ، والوقت من اليوم (على سبيل المثال، يتم استخدام بعض العناصر الغذائية من قبل الجسم بشكل أكثر فاعلية أثناء النوم مقارنة بوقت الاستيقاظ.) معظم الجناة الذين يعيقون الأداء هم التعب والإصابة والوجع. اتباع نظام غذائي سليم يقلل من هذه الاضطرابات في الأداء. المفتاح إلى نظام غذائي سليم هو الحصول على مجموعة متنوعة من المواد الغذائية، واستهلاك جميع المواد الغذائية والفيتامينات والمعادن الضرورية الكلي. وفقا لمقال Eblere (2008) ، فإنه من المثالي اختيار الأطعمة النيئة، على سبيل المثال الأطعمة غير المصنعة مثل البرتقال بدلا من عصير البرتقال. تناول الأطعمة الطبيعية يعني أن الرياضي يحصل على أكبر قيمة غذائية من الطعام. عندما تتم معالجة الأطعمة، يتم تقليل القيمة الغذائية عادة.

## الاحتياجات اليومية من السعرات الحرارية
يتم تحديد السعرات الحرارية التي يحتاجها الرياضي يوميا باستخدام معادلة هاريس-بينيديكت معادلة هاريس بينديكت والتي تعتمد على قوة النشاط البدني.
وهى كالتالى:
- خامل (لا تمارين - أعمال مكتبية)
الاحتياجات اليومية من السعرات الحرارية= BMRΧ 1.2
- نشاط خفيف (رياضة خفيفة / تمارين 1 - 3 أيام بالأسبوع)
الاحتياجات اليومية من السعرات الحرارية= BMRΧ1.375
- نشاط متوسط (رياضة متوسطة / تمارين 3 - 5 أيام بالأسبوع)
الاحتياجات اليومية من السعرات الحرارية=BMRΧ1.55
- نشاط عالي (رياضة عنيفة / تمارين 6 - 7 أيام بالأسبوع)
الاحتياجات اليومية من السعرات الحرارية=BMRΧ1.725

## تخطيط الوجبات اليومية
بشكل عام يجب أن يحصل الرياضي على (60%) من احتياجه اليومي من الكربوهيدرات، و(15-25%) بروتينات ولا يزيد عن (30%) دهون.

## وصلات خارجية
- Harris-Benedict BMR Calculator at WebMD
- About.com's BMR Calculator نسخة محفوظة 13 يناير 2016 على موقع واي باك مشين.